# Arthur Dion Hanna
Arthur Dion Hanna (Acklins, 7 de marzo de 1928-Nassau, 3 de agosto de 2021) fue un político bahameño que se desempeñó como gobernador general de Bahamas desde el 1 de febrero de 2006 hasta el 14 de abril de 2010.

## Carrera política
Ha estado activo en la vida política de Bahamas de la década de 1950, siendo miembro del parlamento desde 1960 hasta 1992 representando a Ann Town como miembro del Partido Progresivo Liberal. Durante dicho tiempo ha ocupado importantes cargos, incluido el de primer ministro desde 1967 hasta 1984.